# Source
Source er en 3D-spilmotor udviklet af Valve Corporation. Motoren fik sin debut i 2004 med udgivelsen af Counter-Strike: Source, kort efterfulgt af Half-Life 2 og har været i aktiv udvikling lige siden. 
Source blev skabt til first-person shooters, men er også blevet brugt til rollespil, side-scroller-, puslespil, MMORPG-, shoot 'em up og real-time strategy-spil.

## Nævneværdige teknologier
- Direct3D-rendering på Microsoft Windows PC'er, Xbox og Xbox 360.
- OpenGL-rendering på Mac OS X og PlayStation 3.
- High dynamic range rendering (HDR) - introduceret i Half-Life 2: Lost Coast.
- Lag-kompenserende, client server netværksmodel.[1]
- Netværk og Bredbånd-effektiv fysikmotor.[2] Source benytter en stærkt modificeret udgave af Havok-fysikmotoren.[3]
- Skalerbar multiprocessorunderstøttelse.[4]
- Ansigtsanimationssystem: Et stort antal af menneskelige og ikke-menneskelige ansigtsudtryk. Systemet har haft to opdateringer siden udgivelsen af Half-Life 2.
- Dynamiske 3D-skader.